# Abierto de Estados Unidos 1973
El Abierto de Estados Unidos 1973 es un torneo de tenis disputado en superficie dura, siendo el cuarto y último torneo del Grand Slam del año.

## Finales

### Senior

#### Individuales masculinos[1]
John Newcombe vence a  Jan Kodeš, 6-4, 1-6, 4-6, 6-2, 6-3

#### Individuales femeninos[2]
Margaret Court vence a  Evonne Goolagong Cawley, 7-6, 5-7, 6-2

#### Dobles masculinos[3]
Owen Davidson /  John Newcombe vencen a  Rod Laver /  Ken Rosewall, 7-5, 2-6, 7-5, 7-5 

#### Dobles femeninos[4]
Margaret Court /  Virginia Wade vencen a  Rosemary Casals /  Billie Jean King, 3-6, 6-3, 7-5

#### Dobles mixto[5]
Billie Jean King /  Owen Davidson vencen a  Margaret Court /  Marty Riessen, 6-3, 3-6, 7-6

### Junior[6]

#### Individuales masculinos
Billy Martin vence a  Colin Dowdeswell, 4-6, 6-3, 6-3

#### Individuales femeninos
El torneo comenzó en 1974

#### Dobles masculinos
El torneo comenzó en 1982

#### Dobles femeninos
El torneo comenzó en 1982